# Bisdom Victoria in Texas

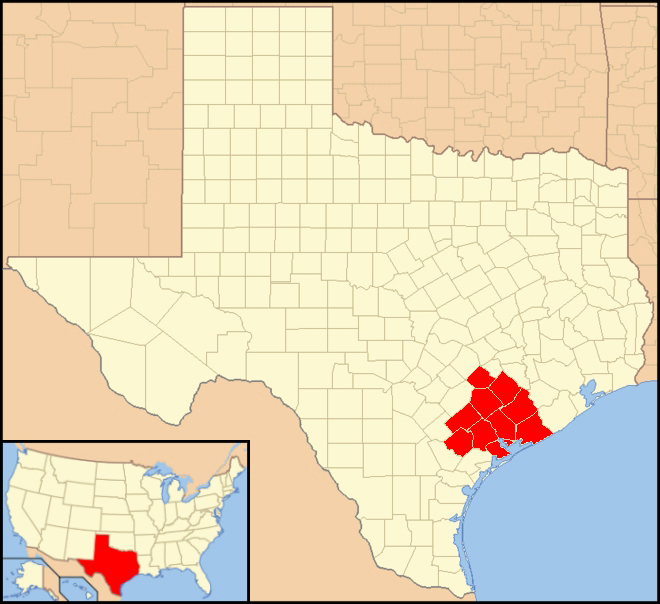
Het bisdom Victoria in Texas (rood) binnen de staat Texas

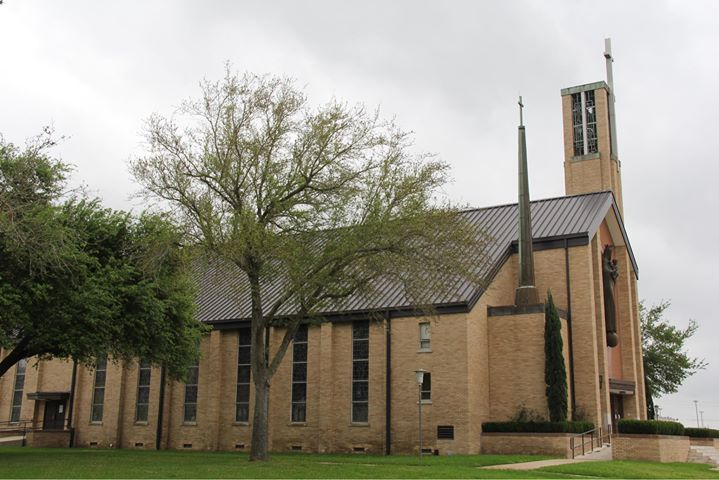
De kathedraal Our Lady of Victory in Victoria

Het bisdom Victoria in Texas (Latijn: Dioecesis Victoriensis in Texia) is een rooms-katholiek bisdom met als zetel Victoria (Texas). Het is een suffragaan bisdom van het aartsbisdom Galveston-Houston. De toevoeging "in Texas" is nodig omdat er in Canada ook een bisdom Victoria bestaat. 
Het bisdom werd opgericht in 1982, eerst als suffragaan bisdom van het aartsbisdom San Antonio. In 2004, bij de oprichting van het aartsbisdom Galveston-Houston, verhuisde Victoria naar die kerkprovincie.
In 2020 telde het bisdom 50 parochies en 17 missieposten, verdeeld over zes dekenijen: Cuero, Edna, El Campo, Hallettsville, Schulenburg en Victoria. Het bisdom heeft een oppervlakte van 25.513 km2 en bestaat uit de county's Calhoun, DeWitt, Goliad, Jackson, Lavaca, Matagorda, Victoria, Wharton, Colorado en het westelijk deel van Fayette County. Het bisdom telde in 2020 297.840 inwoners waarvan 32,3% rooms-katholiek was.
Het bisdom is eigenaar van het vroegere Spaanse fort Presidio La Bahia in Goliad, dat wordt uitgebaat als een museum.

## Bisschoppen
- Charles Victor Grahmann (1982-1989)
- David Eugene Fellhauer (1990-2015)
- Brendan John Cahill (2015-)